# Trenckova rokle
Trenckova rokle je přírodní památka a evropsky významná lokalita v údolí řeky Bobrůvky mezi obcemi Skryje a Strážek, poblíž obce Drahonín v okrese Brno-venkov. Chráněné území o rozloze 19 hektarů je ve správě Krajského úřadu Jihomoravského kraje.
Jedná se o skalní soutěsku, kterou protéká drobný potok tekoucí z obce Drahonín tvořící kaskády a vodopády, z nichž nejvyšší měří čtyři metry.
Pojmenování rokle nese po baronu Trenckovi, vůdci vojska pandurů bránících habsburskou monarchii před nájezdy Turků, který se zde údajně podle pověsti skrýval a tábořil poté, co na něj Marie Terezie vydala příkaz k polapení z důvodu loupení a drancování, kterého se měl dopouštět.

## Důvod ochrany
Předmětem ochrany je geomorfologický útvar a významný krajinný fenomén Trenckovy rokle se svým výjimečným ekotopem, reprezentovaným jednak štěrbinovou vegetací silikátových skal, drolin a pohyblivých sutí, jednak zachovalými zbytky suchých acidofilních doubrav, suťových a roklinových lesů s výskytem celé řady vzácných a ohrožených druhů rostlin. Jedním z hlavních předmětů ochrany je evropsky významný mechorost šikoušek zelený (Buxbaumia viridis) a jeho biotop, kterým se rozumí zejména stinné dno rokle s ponechanými zbytky odumřelých stromů a shluky tlejícího dříví v různém stupni rozpadu.